# Café crema
Café crema (del Italiano caffè crema) se refiere a dos preparaciones de café diferentes:
- Es como se le denominaba al café espresso durante parte del siglo pasado (años 40 y 50)

- También es un espresso largo que se servía principalmente en Alemania, Suiza y Austria, y desde 1980, también en Italia del norte en las zonas fronterizas Italo/Suiza e Italo-Austríaca. En Alemania se conoce habitualmente como "Café Crème"  o simplemente "Kaffee", y de no haber una cafetera de filtro, es el café que se sirve cuando pides un café solo.[2][3]

Coloquialmente, a este café se le suele llamar " espresso", si bien técnicamente no lo es, y tal vez sea más preciso referirse a este café largo como café crema Suizo. Existe además en la zona Italiana un café crema con hielo.
Otras variantes de esta denominación pueden ser la italiana "crema caffè" o el extranjerismo "café crema", por ser "café" una palabra francesa mientras que "caffè" y "crema" son italianas, mezclándose por tanto, en "café crema" ambos idiomas.

## Sinónimo para espresso

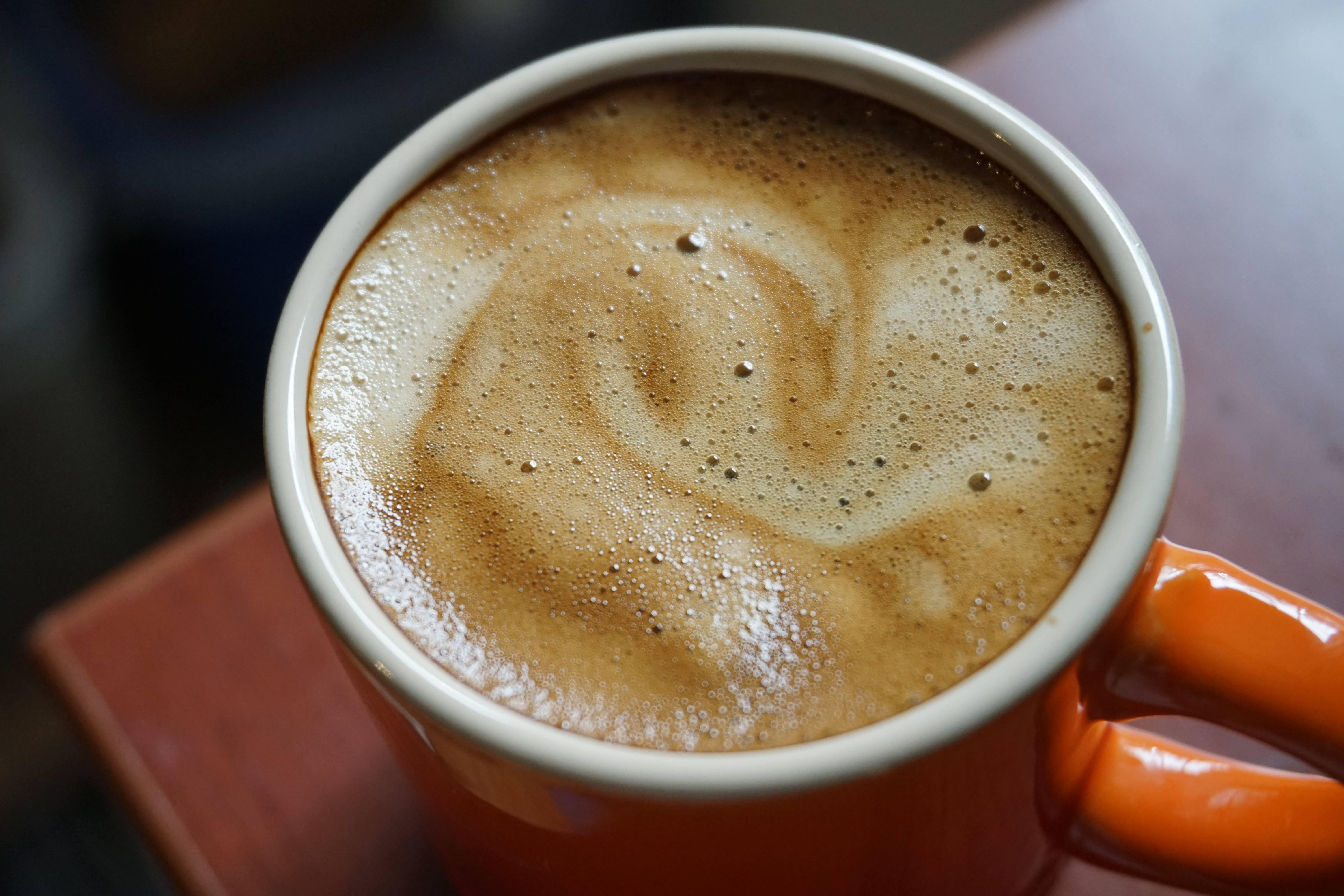
La espuma cremosa puede presentarse con diferentes formas y colores.

"Caffè crema" o su homónimo inglés "cream coffee", son los términos que se utilizaban para definir al café espresso producido por la extracción del grano de café con agua caliente a presión que conocemos hoy en día. Términos acuñados en 1948 por Gaggia para describir la ligera espuma marrón (crema) que aparece sobre el espresso recién hecho. Este término han caído fuera de uso a favor de utilizar directamente la palabra "espresso".
Es habitual encontrar coloridos sinónimos para este "espresso" generalmente de la mano de marcas de café comerciales con ejemplos como "Jacobs Caffè Crema" o "Kenco Café Crema".
En Italia se suele utilizar la expresión "caffè crema" para describir un espresso especialmente generoso en espuma.

## Bebida suiza
El término café crema también se refiere al espresso largo, popular en Suiza y norte de Italia desde los años 80. En Bélgica este café es el café que sirven cuando pides un "café traditionnel". Se produce realizando la extracción del café molido en grano más bien grueso con entre 180 y 240 ml de agua a presión. Es similar al café Americano o negro largo, siendo la diferencia que estos últimos se realizan por dilución con agua caliente de un espresso normal. El hecho de que estos cafés se obtengan de formas distintas da lugar a perfiles de aroma y sabor diferentes.
Este café crema largo elaborado y no diluido a partir de un espresso, se sitúa en el extremo del rango de cafés negros que empieza en el ristretto, sigue con el normale y después con el lungo y es de hecho el doble de largo que este lungo. Las relaciones de volumen de estos cafés son 1:2:3:6 de forma que si un doppio ristretto tiene aproximadamente 30 ml (la espuma aumenta el volumen), un normale tendrá 60 ml, un lungo 90 ml, y un café crema 180 ml. No obstante, un café crema puede variar significativamente de tamaño según la espuma que se genere y puede alcanzar los 240 ml si pedimos uno doble, tal es que no hay una medida estándar consensuada que establezca el volumen que debe tener como máximo este café. En cuanto a la concentración de café, un café crema se situaría a medio camino entre un lungo y un café obtenido por goteo en una cafetera de filtro (sin presión).
La razón de ser del café crema es el obtener una taza grande de café, de la medida tradicional, ya que el pequeño tamaño del espresso viene dado por la cafetera de palanca que inventó Gaggia en 1948, de presión manual, y que solo permitía obtener 30 ml de café por extracción. Cuando en 1961 Faema desarrollo una cafetera con bomba de presión y se pudo dejar de lado la presión por palanca manual, desapareció esta limitación de 30 ml, pero para entonces la gente había desarrollado ya un gusto por el espresso corto y las cafeteras nuevas mantuvieron la capacidad de producirlo. Hubo que esperar hasta los años 80 para que aparecieran máquinas que pudieran hacer café crema.
El café crema no es una bebida común en el mundo anglosajón, y es prácticamente imposible conseguir que te la preparen por la necesidad de variar la molienda del grano de café a más grueso que el estándar requerido por el espresso. Lo que se sirve en cambio son cafés Americanos o negros largos. El café crema se elaboró durante un breve periodo de tiempo en Australia en los años 80, pero terminó siendo sustituido por el negro largo.

### Método de elaboración
Siendo el café crema una bebida poco común en el mundo de habla inglesa más allá de la elaboración casera, no hay muchos recursos en habla inglesa o española que eduquen sobre cómo se prepara ni incluso de qué tipo de café estamos hablando.
Lo que hay que hacer es moler el grano de café en tamaño grueso pero mantener el tiempo de extracción que necesita un espresso normal y deteniendo el proceso cuando empiece a salir líquido claro. El mayor calibre del grano generará más volumen de café pero el tiempo de extracción será del mismo orden, 25 a 30 segundos.
Se puede variar el proceso presionando menos el café en el portafiltros o manteniendo tiempos de extracción ligeramente más largos (35 a 40 segundos). Moler el café en tamaños todavía más gruesos es una opción que hará que quepa todavía menos masa de café en el portafiltros por lo que puede ser necesario utilizar filtros de espresso triple para que quepa más y se obtenga suficiente café.
Es posible hacer una café crema en una cafetera comercial variando el tamaño de poro del filtro de la cafetera espresso y elaborando el café normalmente, pero esto sería una petición muy inusual.

## Crema caffè
En Italia, durante el verano, es habitual encontrar en cafeterías tradicionales (denominadas bar en italiano) una variante del café espresso más cremosa y con hielo a la que llaman crema caffè, crema fredda di caffè y similar. Su elaboración requiere una máquina especial que mantiene un giro constante para generar espuma y evitar la formación de cristales de hielo.
Este café se puede servir directamente o acompañado con panna (crema de leche).